# 天主教馬紹爾群島宗座監牧區
天主教馬紹爾群島宗座監牧區（拉丁語：Praefectura Apostolica Insularum Marshallensium）是大洋洲一個羅馬天主教宗座監牧區，範圍包括馬紹爾群島。宗座監牧區屬阿加尼亞總教區。
1993年4月23日自加羅林群島教區分出。
宗座監牧區於2010年時有教友4,875人，下轄四個堂區和五名司鐸。教座位於首都馬朱羅。現任宗座監牧為雷孟·薩比奧神父。